# Fearless Frank
Fearless Frank è un film del 1967 diretto da Philip Kaufman.

## Trama
Frank è un semplice ragazzo di campagna che si reca a Chicago in cerca di fortuna. All'arrivo incrocia la strada di Plethora, che è in fuga da un gangster noto solo come The Boss. Gli scagnozzi del Boss arrivano, prendono Plethora e sparano a Frank uccidendolo.
Il suo corpo viene scoperto da The Good Doctor e dal suo servitore Alfred. Claude usa la sua invenzione per creare quello che crede sarà un "uomo nuovo e coraggioso", riportando in vita Frank. Claude addestra Frank a diventare un cittadino colto e benevolo, prima di rivelare al suo allievo che quest'ultimo ha poteri soprannaturali. Frank inizia quindi la sua carriera come combattente del crimine, vivendo molte avventure e disavventure lungo la strada.